# Upplands runinskrifter 65
Upplands runinskrifter 65 är ett vikingatida runstensfragment av rödbrun sandsten i Spånga kyrka, Spånga socken och Stockholms kommun. Fragmentet rapporterades av Erik Brate 1902, men var sedan försvunnet för att återfinnas 1953. Fragmentets storlek är 0,38 gånger cirka 0,25 centimeter. Det förvaras i kyrkans vapenhus.
Få runor finns bevarade på ristningen och de har tolkats som "Peter lät". Mansnamnet Peter, som är ett kristet namn, och detta är - om ristningen tolkats rätt - ett tidigt belägg på detta namn. På ristningen syns också delar av ett djurhuvud av urnesstil.

## Inskriften
Translitterering av runraden:
... betær/betar · l-- ...
Normalisering till runsvenska:
... Petar l[et](?) ...
Översättning till nusvenska:
... Peter lät...